# Geoffroy de La Roche-Vanneau
Geoffroy de La Roche-Vanneau (auch Godefroy de La Roche-Vanneau; † 8. oder 9. November 1165 im Kloster Clairvaux in der heutigen Gemeinde Ville-sous-la-Ferté, Département Aube) war ein französischer Geistlicher. Er amtierte von 1119 bis 1126 als Abt von Fontenay und von 1138 bis 1163 als Bischof von Langres.

## Leben
Geoffroy de La Roche-Vanneau war ein Vetter von Bernhard von Clairvaux und wahrscheinlich ebenfalls in Burgund geboren. Er folgte diesem 1112 mit etwa 30 Gefährten in das durch seine Strenge berüchtigte Kloster Cîteaux und siedelte mit ihm 1115 in das neugegründete Kloster Clairvaux über. Von hier aus begab er sich einige Jahre später auf die Anordnung Bernhards in das Bistum Autun, wo er von 1119 bis 1126 Abt des von Bernhard gestifteten Zisterzienserklosters Fontenay war. Danach trat er von der Leitung dieser Abtei zurück, um die vakante Stelle eines Priors in Clairvaux zu übernehmen. Er erfüllte gewissenhaft seine amtlichen Obliegenheiten und vertrat umsichtig den Abt Bernhard, den die Schlichtung kirchlicher Angelegenheiten oft und lange in andere Gegenden rief. Eine ebensolche Sorgfalt widmete Geoffroy den anderen von der Abtei abhängigen Klöstern und vermehrte diese sogar um ein paar neue, unter denen insbesondere das 1135 gestiftete Kloster Hautecombe hervorgehoben wird. Auf seinen Rat gab auch Bernhard, als er Anfang 1135 aus Italien zurückkehrte, der Abtei eine größere Ausdehnung, um die ständig wachsende Zahl der Mönche beherbergen zu können.
Als nach dem 1138 erfolgten Tod des Bischofs von Langres, Guillaume de Sabran, ein nicht nach dem Kirchenrecht zu dessen Nachfolger ernannter Mönch der Abtei von Cluny wieder zurücktreten musste, fiel die neue Wahl auf Geoffroy, die dieser auf Drängen des Papstes annahm. Obschon Bernhard von Clairvaux den bewährten Prior nur ungern verlor, so bot er doch zu dessen Gunsten seinen ganzen Einfluss bei König Ludwig VII. auf. Der französische Monarch hatte nämlich bereits den zuerst vorgeschlagenen Mönch anerkannt und scheint die Bestätigung Geoffroys als Bischof von Langres nur ungern gegeben zu haben, denn Geoffroys Einsetzung konnte erst gegen Ende 1139 stattfinden. Im Folgejahr begab sich Geoffroy deshalb nach Rom, und es gelang ihm, den Unmut über den Zwist zu beseitigen. Nach der Heimkehr hielt er 1141 in Langres eine Synode ab, auf der er die Statuten seines Bistums festlegte. Auch in den folgenden Jahren widmete er sich den Angelegenheiten seiner Diözese. Nach deren Ordnung beteiligte er sich an den Vorbereitungen zum Zweiten Kreuzzug, da Muslime die christliche Grafschaft Edessa erobert und dadurch Schrecken und Ärger im Abendland erregt hatten.
König Ludwig VII. berief bedeutende französische Adlige und Prälaten zu einem zu Weihnachten 1145 abzuhaltendem Hoftag nach Bourges, auf dem er für die Teilnahme am Kreuzzug warb, damit aber wenig Anklang fand. Vor allem Geoffroy unterstützte den Souverän, schilderte in einer begeisterten Rede die Bedrängnis der Christen im Heiligen Land und forderte die anwesenden Ritter zur Hilfe auf. Indessen verschob der König wegen der Gleichgültigkeit seiner Lehnsleute den Aufruf zum Kreuzzug um drei Monate. Als Ludwig VII. und seine Gemahlin Eleonore von Aquitanien am Osterfest 1146 in Vézelay das Kreuz nahmen und sich ein großes Heer zum Zug nach dem Heiligen Land sammelte, rüstete sich der Bischof von Langres und verpfändete zur Bestreitung der Kosten teure Gefäße und Juwelen seiner Kirche, versprach aber, diese nach der Rückkehr zu ersetzen. In Regensburg trafen die Gesandten des byzantinischen Kaisers Manuel I. Komnenos mit dem französischen König zusammen und suchten diesen für ihre Pläne zu gewinnen. Geoffroy unterstellte den Gesandten, dass sie hinterlistig agierten und streute bei seinem Monarchen Misstrauen gegen sie. Im Lager am Hellespont sprach sich der Bischof von Langres für die Eroberung Konstantinopels durch das Kreuzfahrerheer aus. Auf daraufhin geäußerte Vorbehalte an der Rechtlichkeit eines solchen Schritts gegen einen christlichen Staat bezichtigte er die Griechisch-Orthodoxe Kirche gotteslästerlicher Ketzerei. Er konnte sich aber mit dieser Ansicht nicht durchsetzen. Ludwig VII. machte ihn immerhin während des Kreuzzugs zu seinem Berater. Eugen III. ernannte Geoffroy außerdem zum päpstlichen Legaten. Der Kreuzzug endete mit einem Misserfolg; seine Teilnehmer kehrten Anfang 1149, ohne ihren Zweck erreicht zu haben, nach Europa zurück.
Geoffroy war über den unglücklichen Ausgang des hoffnungsvoll begonnenen Unternehmens betrübt, tröstete sich aber mit der Überzeugung, dass er alles in seiner Macht Stehende zum Gelingen des Kreuzzugs beigetragen habe. Nach seiner Heimkehr beschäftigte er sich wieder mit der Verwaltung seines Bistums. 1151 wohnte er der Kirchenversammlung zu Beaugency bei, welche die Scheidung Ludwigs VII. von seiner Gattin Eleonore wegen freilich sehr ferner Verwandtschaft billigte. Nach dem Tod Bernhards von Clairvaux unterstützte er 1153 die Wahl von Robert Gruthuysen zum Abt von Clairvaux. 1162 schickte ihn Papst Alexander III., als dieser vor dem Gegenpapst Viktor IV. fliehen musste, von Montpellier aus mit den Bischöfen von Senlis und Rennes an den Königshof mit der Bitte, diese Prälaten wohlwollend aufzunehmen und ihrem Bericht ebenso vollständig zu glauben, als wenn er ihn selbst abgäbe. Sie wussten durch den klugen Rat Geoffroys ihren Auftrag derart gut zu erfüllen, dass der bisher schwankende König bald Alexander III. als rechtmäßigen Papst anerkannte.
Bereits 1153 hatte Geoffroy Kontroversen mit dem burgundischen Herzog Odo II., da dieser ihm nicht persönlich huldigen wollte, sowie mit seinen eigenen Klerikern ausgetragen, weswegen er sein geistliches Amt niederlegen und sich nach Clairvaux zurückziehen hatte wollen. Schließlich entsagte Geoffroy 1163 nach der nur mit Mühe erlangten Einwilligung des Papstes seinem Bischofstitel und kehrte in die Abtei Clairvaux zurück, wo er als einfacher Mönch lebte und am 8. oder 9. November 1165 in jener Zelle, die Bernhard von Clairvaux bewohnt hatte, starb. Er wurde in der Abteikirche von Clairvaux beigesetzt. Außer einigen die Verwaltung seiner Diözese und andere Angelegenheiten betreffenden Urkunden und fünf kurzen Briefen an Ludwig VII., die unter den Briefen Bernhards von Clairvaux herausgegeben wurden, verfasste Geoffroy auch eine lateinische Übersetzung der griechischen Legende des heiligen Mamas, die beweist, dass er bei seinem Aufenthalt im Orient eine eingehende Kenntnis der griechischen Sprache erworben hatte.